# 萩谷麻衣子
萩谷 麻衣子（はぎや まいこ）は、日本の弁護士。東京弁護士会所属。萩谷麻衣子法律事務所代表。日本女性法律家協会副会長。専門は一般民事、離婚、相続、刑事事件、企業法務。エクステンション所属。

## 経歴
慶應義塾女子高等学校を卒業後、慶應義塾大学法学部法律学科に入学。1988年に同学部卒業後、司法試験を受験し、1996年に弁護士登録。2002年より宝仙学園短期大学で日本国憲法を教える。2004年に萩谷麻衣子法律事務所を設立し、赤坂に事務所を構えている。
日本証券業協会「証券市場の新たな発展に向けた懇談会」メンバーを務める。

## 人物
- ゴルフ、読書、旅行、スキー、デパート巡りが趣味[1]。
- 離婚していて、子供が2人いる。

## 役職
- 裁判所・司法委員
- 日本弁護士連合会綱紀委員会・嘱託
- 東京弁護士会法律相談センター委員会・副委員長
- 東京弁護士会人権擁護委員会・副委員長
- 2019年6月ー株式会社海外需要開拓支援機構（クールジャパン機構）社外取締役

## 出演番組
※過去も含む。
- THE・サンデー NEXT（日本テレビ）
- スッキリ!!（日本テレビ）月曜コメンテーター
- スーパーモーニング（テレビ朝日）
- サタデースクランブル（テレビ朝日）不定期
- ぷれミーヤ!（テレビ朝日）
- クイズプレゼンバラエティー Qさま!!（テレビ朝日）
- ついていったらこうなった（フジテレビ）
- サンデージャポン（TBS）※八代英輝不在時のピンチヒッターとして
- たかじんのそこまで言って委員会（読売テレビ）
- 今夜はシャンパリーノ（読売テレビ）
- ビートたけしのTVタックル（テレビ朝日）
- みんなでニホンGO!（NHK総合）ゲスト
- やじうまプラス（テレビ朝日）月曜レギュラーコメンテーター
- 大下容子ワイド!スクランブル（テレビ朝日）水曜コメンテーター
- Nスタ（TBS）火曜日隔週コメンテーター
- ゆうがたLIVE ワンダー → みんなのニュース ワンダー（関西テレビ）不定期コメンテーター
- 朝まで生テレビ!（テレビ朝日）
- みんなのニュース 報道ランナー → 報道ランナー（関西テレビ）不定期コメンテーター
- newsランナー（関西テレビ）